# Saint-Ouen-en-Belin
Saint-Ouen-en-Belin es una comuna francesa situada en el departamento de Sarthe, en la región de Países del Loira.

## Demografía
| 785 | 760 | 879 | 785 | 898 | 1050 | 1324 |
| Para los censos de 1962 a 1999 la población legal corresponde a la población sin duplicidades (Fuente: INSEE [Consultar]) |     |     |     |     |      |      |